# Pterolophia fasciata
Pterolophia fasciata är en skalbaggsart som först beskrevs av Schwarzer 1925.  Pterolophia fasciata ingår i släktet Pterolophia och familjen långhorningar.
Artens utbredningsområde är Taiwan. Inga underarter finns listade i Catalogue of Life.